# Kliușnîkivka, Mirhorod
Kliușnîkivka (în ucraineană Клюшниківка) este localitatea de reședință a comunei Kliușnîkivka din raionul Mirhorod, regiunea Poltava, Ucraina.

## Demografie
Componența lingvistică a localității Kliușnîkivka
     Ucraineană (98,28%)
     Rusă (1,72%)
Conform recensământului din 2001, majoritatea populației localității Kliușnîkivka era vorbitoare de ucraineană (98,28%), existând în minoritate și vorbitori de rusă (1,72%).